# 金阳街道 (贵阳市)
金阳街道是中华人民共和国贵州省貴陽市观山湖区下辖的一个街道办事处。
2000年初，金阳新区开发启动，原乌当区野鸭乡、金华镇、朱昌镇及白云区麦架乡的部分地区，划入新区规划范围。
2006年，经贵州省人民政府同意，撤销野鸭乡，设立金阳街道。7月19日，贵阳国家高新技术产业开发区金阳街道办事处正式挂牌成立。
2008年，贵阳市委、市政府将贵阳国家高新技术产业开发区金阳街道办事处成建制整体移交金阳新区管理委员会管理。
2008年5月23日高新区管委会、金阳新区管委会、金阳街道办事处在金阳街道办事处举行了交接仪式，并签订了移交责任书。从移交之日起，金阳街道办事处的所有事务均由金阳新区管理委员会全权负责。
自金阳街道移交给金阳新区后，金华镇、朱昌镇和阳关农场也相继交由金阳新区管理。
2012年8月14日，贵阳市人民政府通知决定撤销49个街道办事处，设立90个社区服务中心。
2020年1月10日，贵阳市人民政府通知决定撤销社区服务中心，恢复设立街道办事处。

## 行政区划
金阳街道下辖以下村级行政区划单位：
龙香园社区、黎苑社区、乾红社区、金馨园社区、金元社区、观山社区、兴筑社区、观山湖社区、金红社区、松园社区、云潭社区、黎海社区、帝景社区、奥林社区、云上社区、云境社区、润兴社区、云海社区、华兴社区、云峰社区。